# Ksenia Sizova
Ksenia Vladimirovna Sizova (en russe : Ксения Владимировна Сизова) est une ancienne joueuse de volley-ball russe née le 30 juillet 1989. Elle mesure 1,84 m et jouait au poste de réceptionneuse-attaquante. 

## Clubs
| Club             | De        | À         |
| ---------------- | --------- | --------- |
| Ouralotchka NTMK | 2005-2006 | 2010-2011 |
| AZS Białystok    | 2011-2012 | 2011-2012 |
| VK Obninsk       | 2012-2013 | 2012-2013 |